# BAILA
『BAILA』（バイラ）は、集英社が発売する女性向けファッション雑誌である。毎月28日発売。

## 概要
2001年に創刊。同社が発売するファッション雑誌『MORE』よりも対象年齢はやや高めで、30歳前後（アラサー）の女性をターゲットとしている。
創刊号である2001年6月号は、女優の水野美紀が表紙に登場した。創刊10周年を迎えた2011年6月号は、当時同誌のカバーモデル務めていた理衣、梨花、SHIHOが揃って表紙に登場した。

## モデル
括弧内は初表紙
BAILAモデル
- 佐藤晴美（2022年4・5月合併号）[4]
- 佐藤栞里（2024年1月号）[5]
- 宮田聡子
- 新川優愛
- 松村沙友理
- 土屋巴瑞季
- 森絵梨佳
- emma
- 貴島明日香
- 内田理央
- 鈴木友菜
- 鈴木愛理

BAILAミューズ
- 川口春奈

### 過去のモデル
表紙モデル
- ブレンダ（2001年10月号）
- 理衣（2008年11月号）
- 梨花（2011年1月号）
- SHIHO（2011年2月号）
- 竹下玲奈（2012年1月号）
- ヨンア（2013年1月号）
- 中村アン（2016年3月号）
- 桐谷美玲（2017年2月号）
- 大政絢（2021年2月号）

レギュラーモデル
- 相沢紗世
- 安座間美優
- Adriana
- 石川亜沙美
- 石田ニコル
- 市川紗椰
- 今井りか
- 浦浜アリサ
- 絵美里
- オードリー亜谷香
- 岡本あずさ
- 垣内彩未
- 黒田エイミ
- ケリー
- 住谷念美
- ニコル
- 野崎萌香
- 橋本麗香
- 比留川游
- 藤井夏恋
- マギー
- 松島花
- 美香
- 山本美月
- 吉田沙世
- RINA